# Ursula Herwig
Ursula Angelika Therese Herwig (* 12. Juli 1935 in Hoheneiche, Kreis Eschwege; † 3. Dezember oder 4. Dezember 1977 in West-Berlin) war eine deutsche Schauspielerin und Synchronsprecherin.

## Leben
Als Schauspielerin trat Herwig erstmals 1957 mit der Komödie Der kühne Schwimmer in Erscheinung. Später spielte sie im  Kabarett Die Stachelschweine. Im Fernsehen war sie unter anderem in Raumpatrouille und Graf Yoster gibt sich die Ehre zu sehen.
Als Synchronsprecherin war Ursula Herwig vielbeschäftigt, so lieh sie ihre Stimme beispielsweise Jane Fonda in Barbarella, Joyce Jameson in Ruhe Sanft GmbH, Billie Whitelaw in Frenzy, Cheryl Miller in Daktari, Rosemary Nicols in Department S und der Kleopatra in Asterix und Kleopatra. sie sprach auch mehrfach Susan Clark und Marie Dubois. In den 1960er und 1970er Jahren gehörte sie zu den meistbeschäftigten Synchronsprecherinnen. Daneben war sie auch als Synchronautorin und Dialogregisseurin tätig, beispielsweise für die deutsche Fassung von American Graffiti (1973).
Ursula Herwig war seit 1959 mit ihrem Kollegen Thomas Braut verheiratet, mit dem sie eine Tochter hat. Das Paar trennte sich später. Mit dem Berliner Komödienautor Curth Flatow war sie eng befreundet. Anfang Dezember 1977 wurde Herwig im Alter von 42 Jahren im Berliner Landwehrkanal tot aufgefunden – die Todesumstände konnten nie genau geklärt werden. Sie wurde am 14. Dezember auf dem Waldfriedhof Dahlem beigesetzt. Ihr Grab ist nicht erhalten.

## Filmografie (Auswahl)
- 1957: Der kühne Schwimmer
- 1958: Dr. med. Hiob Praetorius (TV)
- 1958: War of the Satellites
- 1959: Dorothea Angermann
- 1959: Der Gorilla schlägt zu (La valse du gorille)
- 1959: Johanna aus Lothringen (TV)
- 1960: Nacht fiel über Gotenhafen
- 1960: Himmel, Amor und Zwirn
- 1962: Neunzig Minuten nach Mitternacht
- 1963: Sie schreiben mit  (Fernsehserie, eine Folge)
- 1963: Der eingebildete Doktor (TV)
- 1963: Kommissar Freytag (Fernsehserie, eine Folge)
- 1963: Das Kriminalmuseum (Fernsehserie, eine Folge)
- 1964: Lydia muss sterben
- 1966: Der Nachtkurier meldet … (Fernsehserie, Folge: Der Lockvogel)
- 1966: Raumpatrouille (Fernsehserie)
- 1967: Graf Yoster gibt sich die Ehre (Fernsehserie, eine Folge)
- 1969: Alle Hunde lieben Theobald (Fernsehserie, Folge: Barry und die Schmetterlinge)
- 1970: Die seltsamen Methoden des Franz Josef Wanninger (Fernsehserie, Folge: Österreich 9 Zinnober Merkur)
- 1972: Die rote Kapelle (Fernsehmehrteiler)
- 1975: Beschlossen und verkündet (Fernsehserie, Folge: Ehrenmänner)
- 1975: Kommissariat 9 (Fernsehserie, Folge: Ich bin ein Europäer)

## Synchronrollen (Auswahl)
- 1968: Jane Fonda in Barbarella als Barbarella
- 1968: Micheline Dax in Asterix und Kleopatra als Kleopatra
- 1969: Joanne Woodward in Indianapolis  als Elora Capua
- 1972: Stella Stevens in Die Höllenfahrt der Poseidon als Linda Rogo
- 1972: Billie Whitelaw in Frenzy als Hetty Porter
- 1976: Jane Fonda in Der blaue Vogel als Die Nacht
- 1976: Jill Clayburgh in Trans-Amerika-Express als Hilly Burns